# خوسيه ألبي
خوسيه ألبي (بالإسبانية: José Albi)‏ هو لغوي وكاتب ومترجم وشاعر إسباني، ولد في 1922 في بلنسية في إسبانيا، وتوفي في 7 يونيو 2010 في جافيا في إسبانيا.